# 富山県災害拠点病院
富山県災害拠点病院（とやまけんさいがいきょてんびょういん）は、富山県にある災害時の救急医療の拠点となる災害拠点病院。

## 概要
県内や近県で災害が発生し、通常の医療体制では被災者に対する適切な医療を確保することが困難な状況となった場合に、富山県知事の要請により傷病者の受け入れや医療救護班の派遣等を行う。

## 拠点病院の条件
- 建物が耐震耐火構造であること。
- 資器材等の備蓄があること。
- 応急収容するために転用できる場所があること。
- 応急用資器材、自家発電機、応急テント等により自己完結できること（外部からの補給が滞っても簡単には病院機能を喪失しないこと）。
- 近接地にヘリポートが確保できること。

## 病院一覧
| 基幹災害拠点病院 | 基幹災害拠点病院     | 基幹災害拠点病院     | 基幹災害拠点病院 | 基幹災害拠点病院 |
| 三次医療圏       | 病院名               | 住所                 | DMAT             | 救命             |
| ---------------- | -------------------- | -------------------- | ---------------- | ---------------- |
| 全県             | 富山県立中央病院     | 富山市西長江2-2-78   | ○                | ○/DH             |
| 全県             | 富山大学附属病院     | 富山市杉谷2630       | ○                | ×                |
| 地域災害拠点病院 |                      |                      |                  |                  |
| 二次医療圏       | 病院名               | 住所                 | DMAT             | 救命             |
| 新川             | 黒部市民病院         | 黒部市三日市1108-1   | ○                | ×                |
| 富山             | 富山市立富山市民病院 | 富山市今泉北部町2-1  | ○                | ×                |
| 富山             | 富山赤十字病院       | 富山市牛島本町2-1-58 | ○                | ×                |
| 高岡             | 高岡市民病院         | 高岡市宝町4-1        | ○                | ×                |
| 高岡             | 厚生連高岡病院       | 高岡市永楽町5-10     | ○                | ○                |
| 砺波             | 市立砺波総合病院     | 砺波市新富町1-61     | ○                | ×                |